# Francisco de Goya

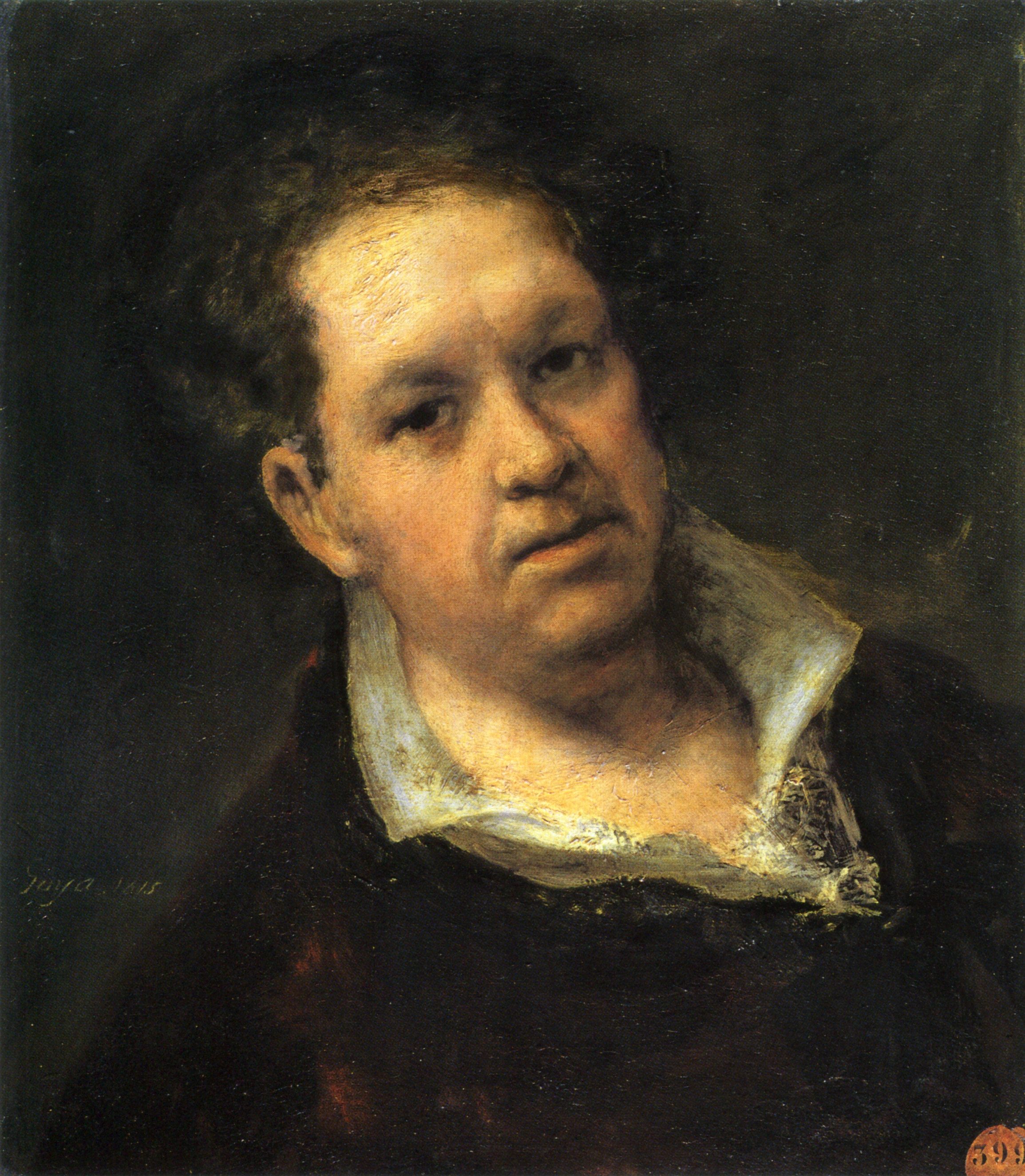
Selbstbildnis von 1815

Francisco José de Goya y Lucientes (* 30. März 1746 in Fuendetodos, Aragón, Spanien; † 16. April 1828 in Bordeaux) war ein spanischer Maler und Grafiker.

## Leben und Werk

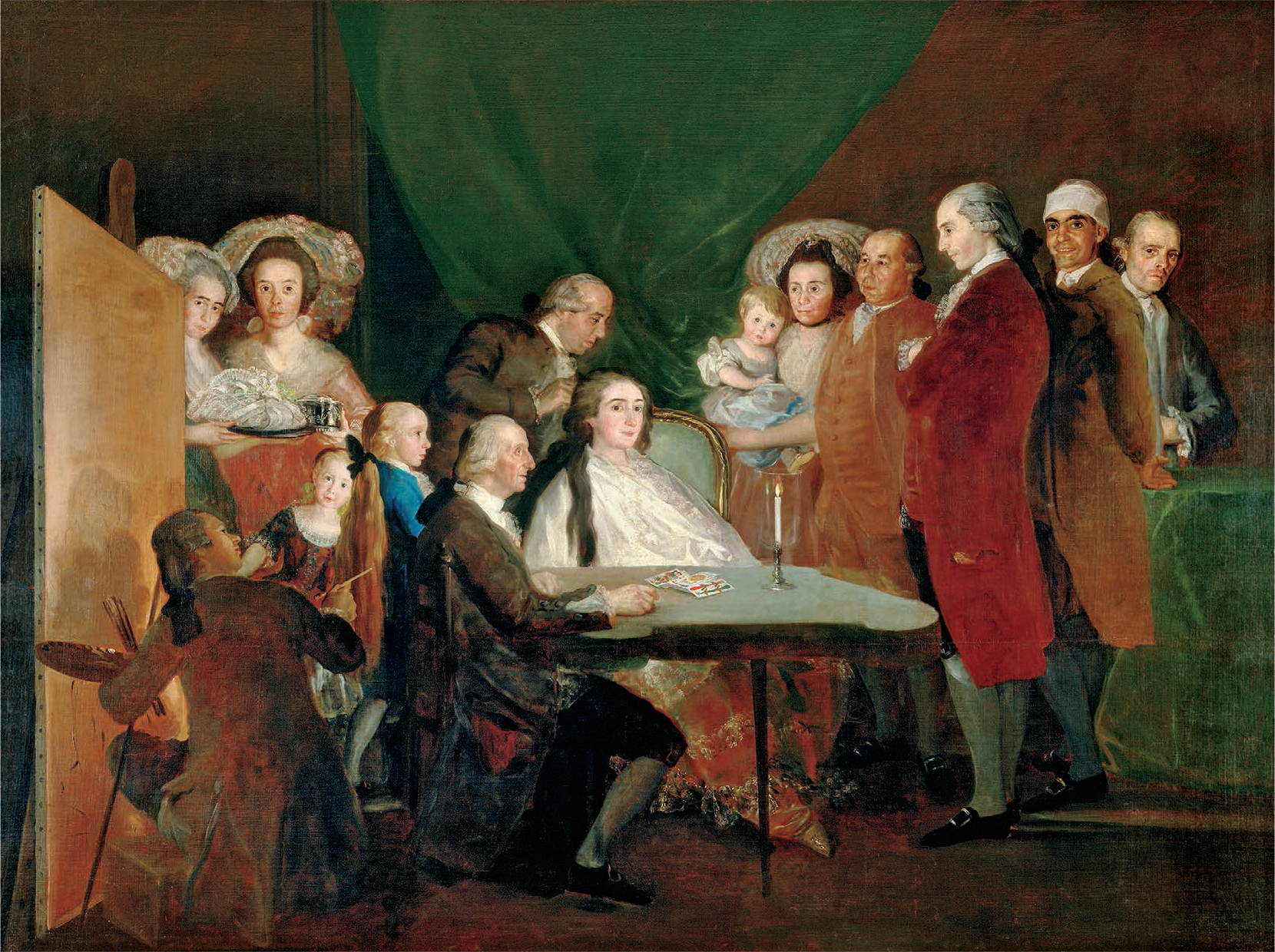
Die Familie des Infanten Luis de Borbón y Farnesio, 1784, Parma

Francisco de Goya war der Sohn des angesehenen Vergolders José de Goya († 1781) und der verarmten Landadeligen Gracia Lucientes y Salvador. Er war das vierte Kind nach zwei Schwestern und einem Bruder; es folgten nach ihm zwei weitere Brüder. Der älteste, Tomás, übernahm später die Werkstatt des Vaters. Die Zusammenarbeit der Vergolder mit Malern, Bildhauern und Schreinern bei der Herstellung von kirchlichen Retabeln war zurückgegangen, da diese barocken Werke dem Zeitgeschmack nicht mehr entsprachen. Francisco musste folglich ein anderes Handwerk lernen, denn die väterliche Werkstatt konnte ihm kein zusätzliches Einkommen sichern.

María Teresa de Borbón y Vallabriga, 1783, National Gallery of Art, Washington

Goya hatte daher ab 1760 Unterricht bei dem Barockmaler José Luzán in Saragossa und wirkte später hauptsächlich in Madrid. 1773 heiratete er dort Josefa Bayeu. Sie wurde sehr oft schwanger, hatte aber zahlreiche Tot- und Fehlgeburten. Von den lebendgeborenen Kindern erreichte nur der Sohn Javier das Erwachsenenalter, der auch Maler wurde. Das Verhältnis zwischen Vater und Sohn war schwierig. Es wird für möglich gehalten, dass einige Spätwerke, die Francisco de Goya zugeschrieben werden, von seinem Sohn Javier gemalt wurden. Zwischen 1775 und 1776 entwarf Goya Modelle für die königliche Teppichmanufaktur Santa Bárbara in Madrid und wurde später zum Akademieprofessor ernannt. In den 1770er Jahren machte er die Bekanntschaft von Luis de Borbón y Farnesio, dem Bruder des spanischen Königs Karl III., dessen Familienangehörige er später mehrfach porträtierte. Im Jahr 1786 trat er als Hofmaler zunächst in die Dienste Karls III. und ab 1788 in die Karls IV. Dabei verlief sein „Aufstieg“ keineswegs glatt, sondern war von ständigen Auseinandersetzungen mit der Academia San Fernando, bei der er sich mehrmals erfolglos bewarb, anderen Hofmalern, besonders mit seinem Schwager Francisco Bayeu, sowie vom Ringen um Aufträge geprägt.
Er schuf religiöse Fresken, beispielsweise für die Basílica del Pilar in Saragossa, und einige von Giovanni Battista Tiepolos Malerei beeinflusste Altarbilder. Wenig später wurde er von Anton Raphael Mengs für die Arbeit als Maler für die königlichen und von Mengs gegründeten Tapisserie-Werkstätten angeworben. Die Entwürfe für die Teppiche zeigen volkstümliche spanische Szenen und beginnen so die Rokoko-Tradition aufzuweichen. Zahlreiche Porträts entstanden für den Adel, wie zum Beispiel das Gemälde Bildnis der Marquesa de Pontejos von 1786, und für das spanische Königshaus.

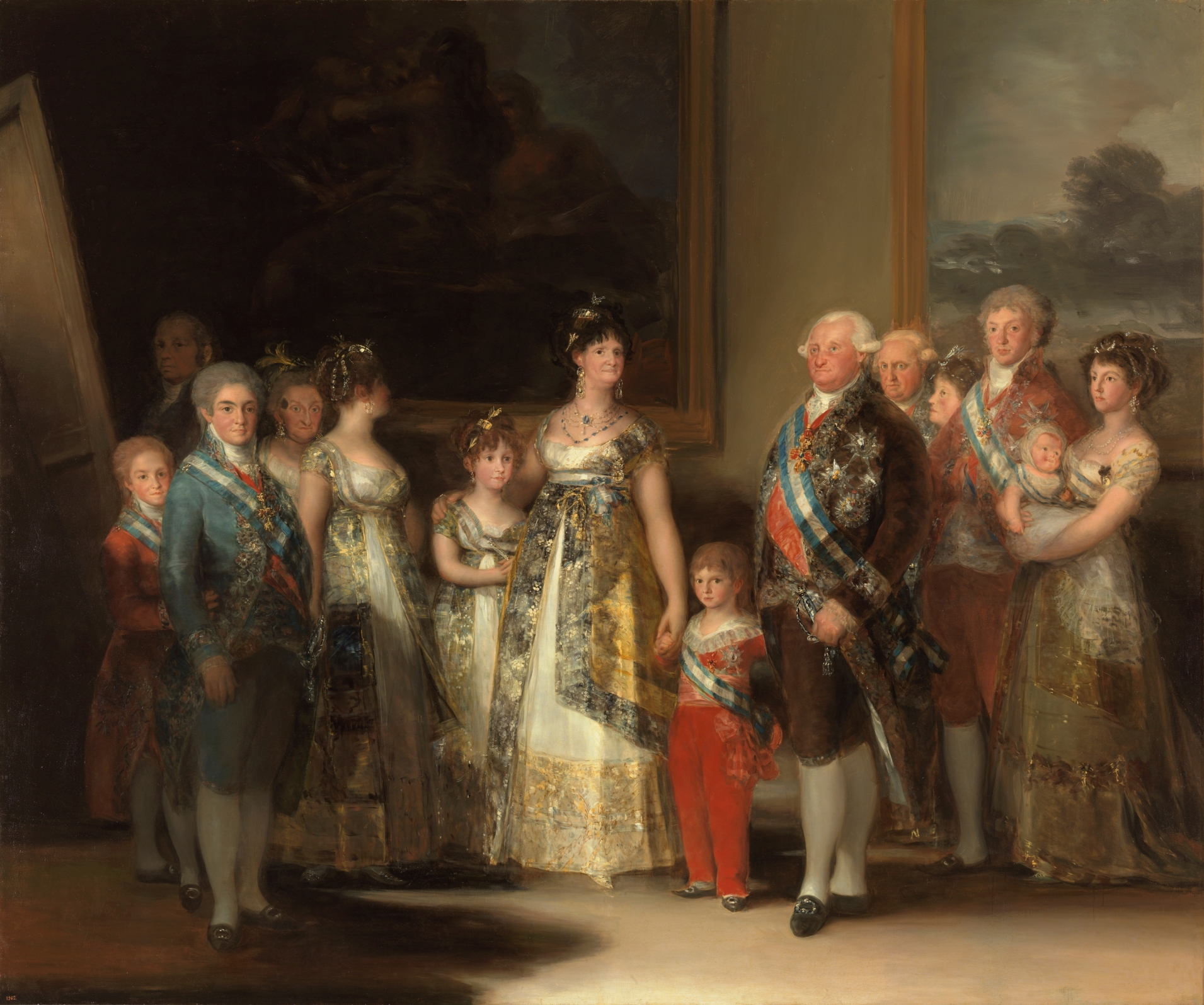
Die Familie Karls IV., 1800–1801, Museo del Prado

Als besonders schonungslos in seiner realistischen Darstellung überrascht heute Die Familie Karls IV., entstanden im Jahr 1800. Ein zeitgenössischer Kritiker äußerte, der König (6. von rechts auf dem Gemälde) und seine Frau (8. von rechts) „sähen aus wie ein Bäcker und seine Gemahlin nach einem Lotteriegewinn.“ Kunsthistorisch ist das Gemälde in Zusammenhang mit dem Werk Las Meninas von Goyas berühmtem Vorgänger Diego Velázquez zu sehen. Wie Vélazquez stellt sich auch Goya auf dem Bild hinter seiner Staffelei als subjektiver Beobachter der Familie des Königs am Hofe dar.
Im Jahr 1792 erkrankte Goya schwer, was zu einer lebenslangen Gehörlosigkeit führte. Für Spekulationen und Legendenbildung, nicht zuletzt im Roman Goya oder der arge Weg der Erkenntnis von Lion Feuchtwanger verarbeitet, sorgte seine vermeintliche Liebesaffäre mit der Herzogin von Alba, die er mehrfach porträtierte. Jedoch sind zu dieser Thematik nur sehr wenige aussagekräftige Quellen überliefert.

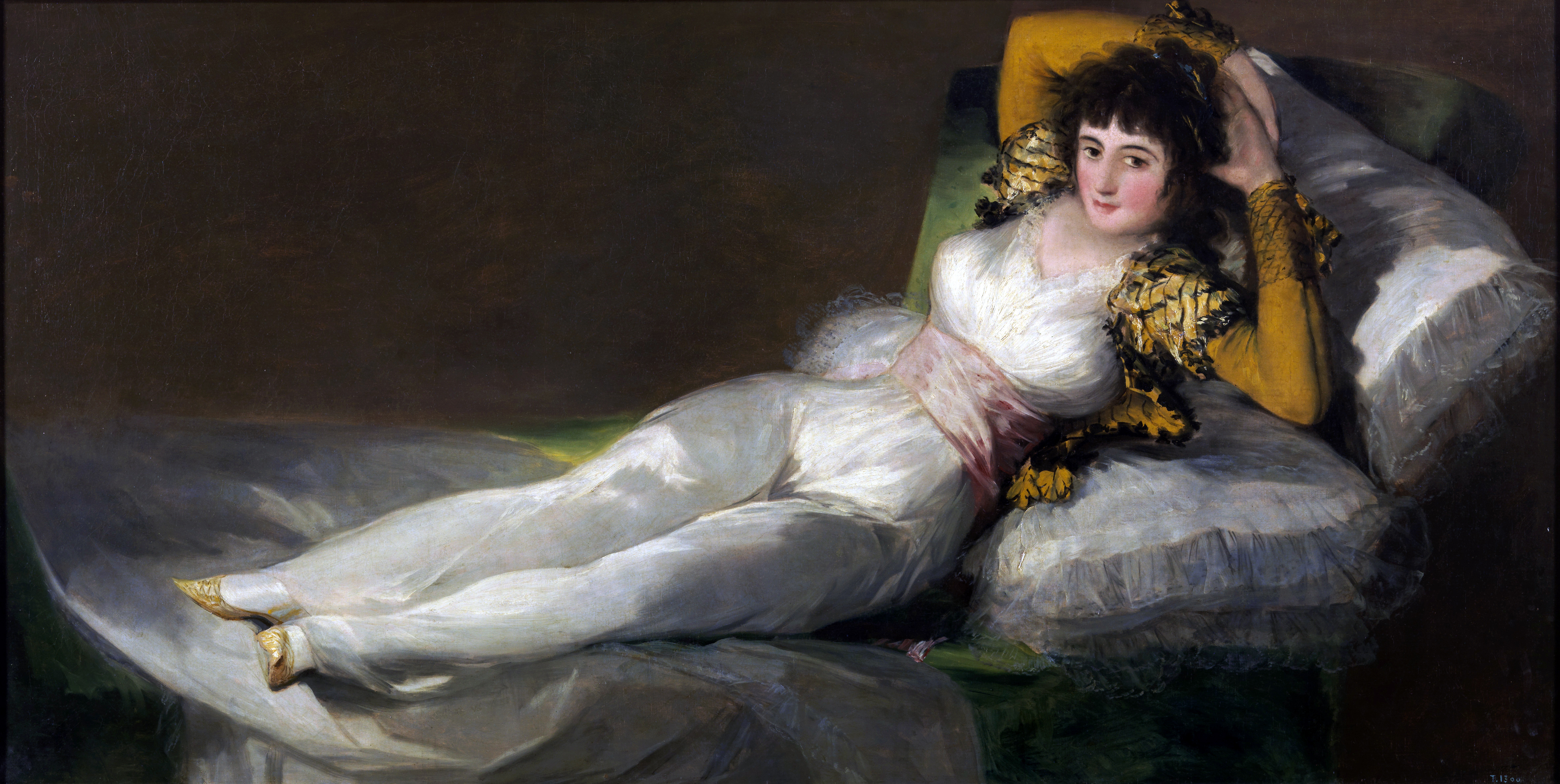
Die bekleidete Maja, 1800–1807, Museo del Prado

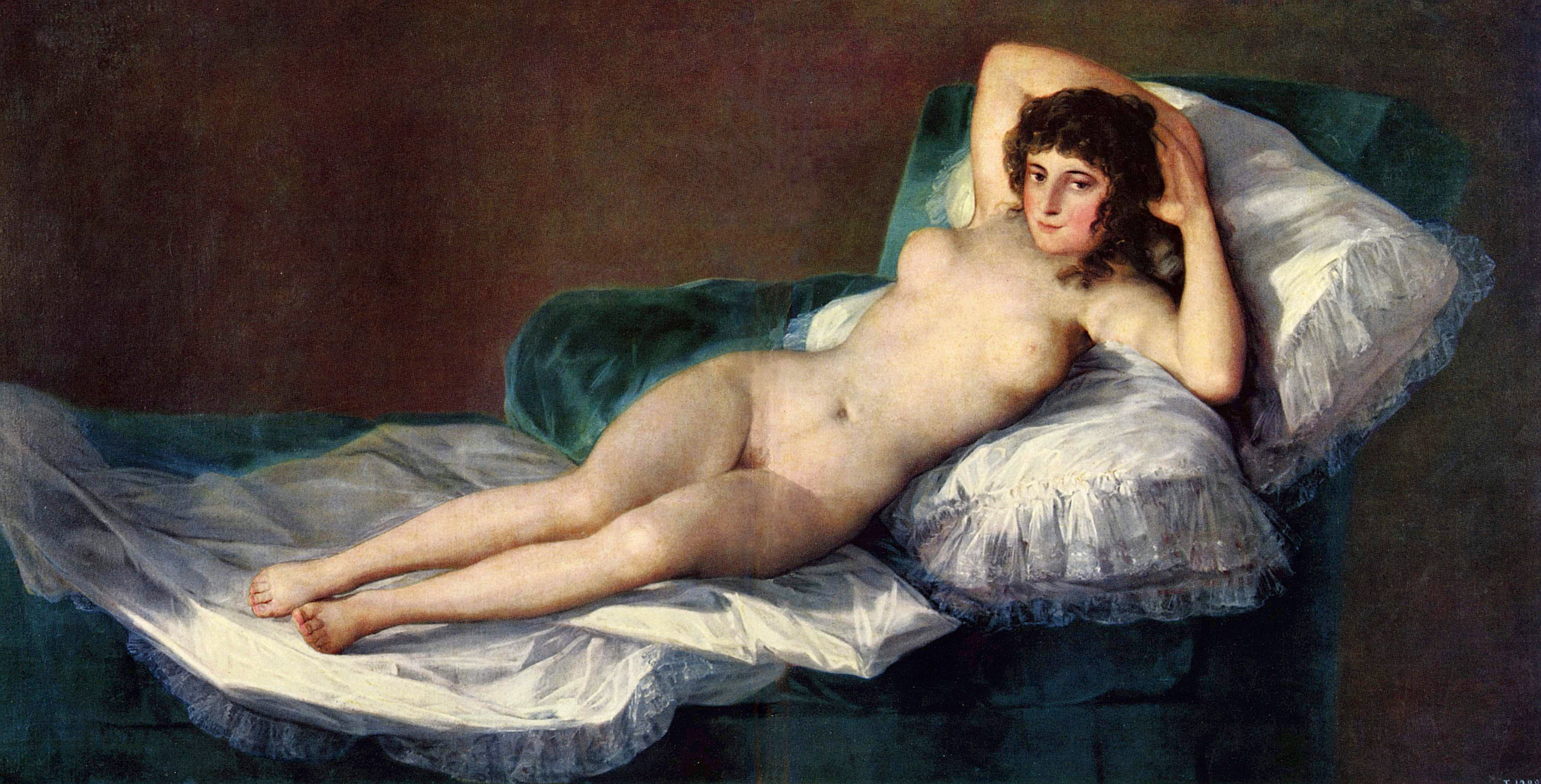
Die nackte Maja, 1795–1800, Museo del Prado, Madrid

In den 1790er Jahren lässt sich eine Wende in seinem künstlerischen Schaffen festhalten. Goyas Kunst zielte nun nicht mehr allein auf das höfische Umfeld und dessen Repräsentationswünsche. Langsam zog er sich von seinen öffentlichen Ämtern zurück und schuf Druckgrafiken, welche er auf dem freien Markt zu verkaufen versuchte. Die unter Verwendung der Aquatintatechnik angefertigten Los Caprichos (etwa 1796/1797, Erstveröffentlichung 1799) und Desastres de la Guerra (1810–1814) zeigen, wie scharfsinnig er sich mit den politischen und sozialen Umständen seiner Zeit beschäftigt hat. Die Desastres de la Guerra sind besonders geprägt von den Folgen und Gräueltaten während der napoleonischen Herrschaft und dem Unabhängigkeitskrieg der spanischen Bevölkerung. Malerisch thematisierte Goya diese Ereignisse in Werken wie Die Erschießung der Aufständischen vom 3. Mai 1808 (1814). Im selben Jahr musste er sich vor der Inquisition für die berühmten Gemälde der im deutschsprachigen Raum wegen einer Falschübersetzung aus dem Spanischen als bekleidete und nackte Maja bekannten Bilder rechtfertigen. Die nackte Maja war das erste Aktbild der spanischen Kunst, auf dem Schamhaar zu sehen ist. Das Gemälde war ursprünglich durch Scharniere mit seinem Gegenstück Die bekleidete Maja verbunden – mittels dieser Vorrichtung ließ sich die freizügige Variante durch die züchtige Darstellung verdecken. Nicht nur diese Gemälde erregten Anstoß, sondern auch die Radierungsfolgen Caprichos und Desastres, in denen Goya die Verfehlungen und Laster der damaligen Kirchenvertreter kritisch anprangerte.

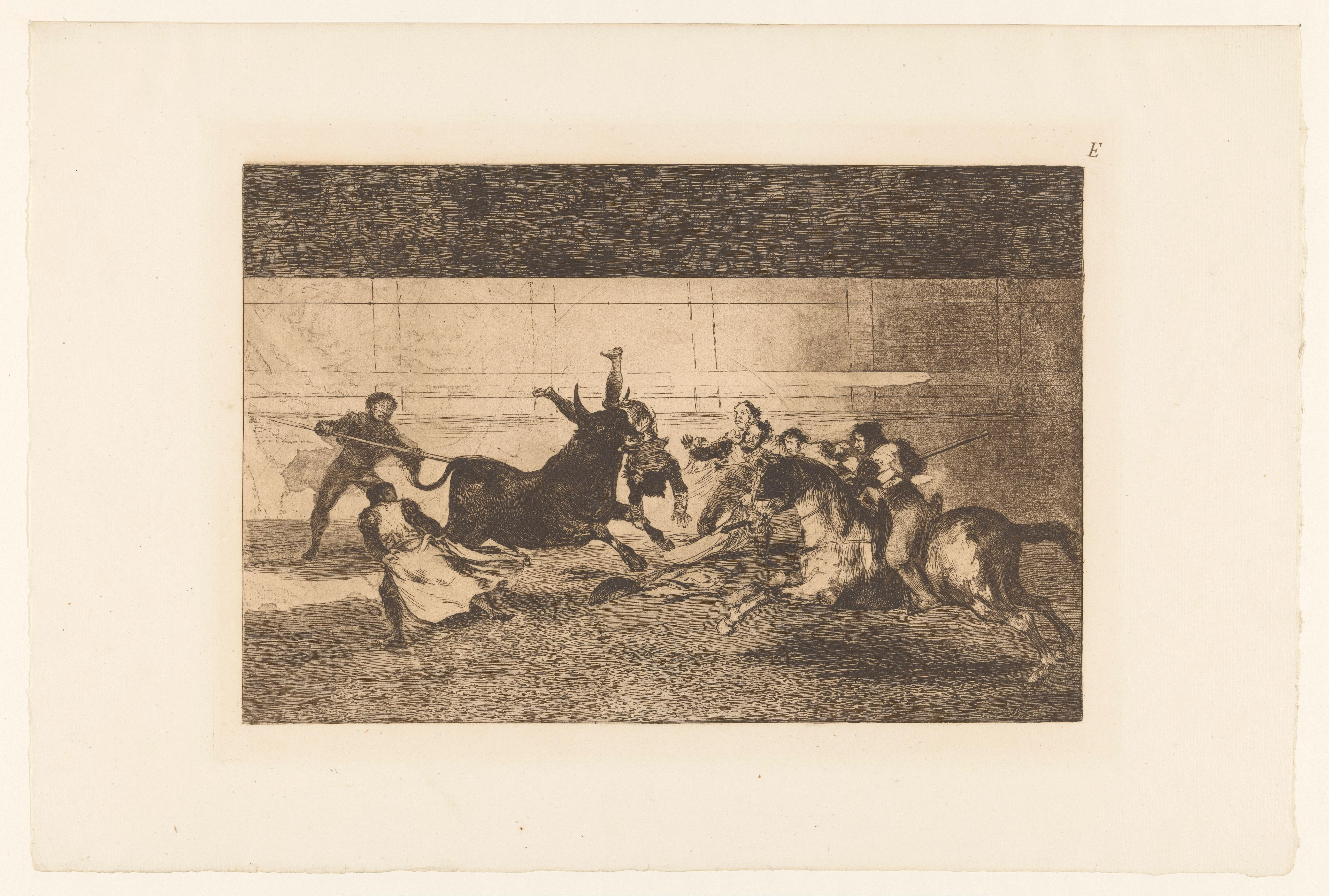
Der Tod von Pepe Hillo

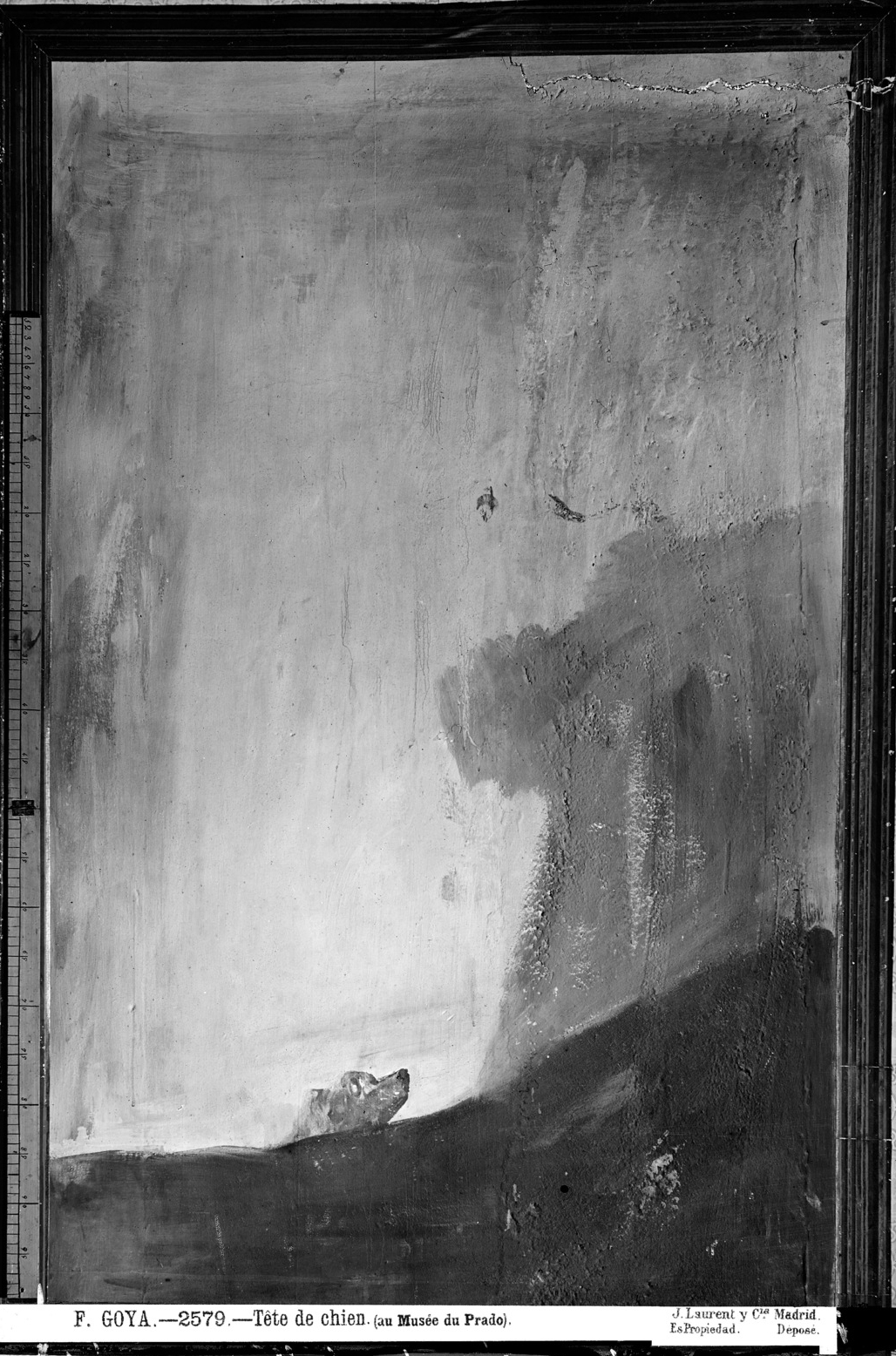
Hund. Goya Landhaus. Fotografie 1874 von J. Laurent.

Als letzter der großen Radierzyklen Goyas entstand die 1816 veröffentlichte Tauromaquia, eine Folge über die Kunst des Stierkampfs, die aus 33 Radierungen besteht. Sie setzt den Stil der Desastres mit den tumultartigen Einzelkämpfen fort.
Nachdem die Bourbonen wieder auf dem spanischen Thron saßen, wurde Goya erneut als Hofmaler eingesetzt. Mit dem Ringen von Monarchisten und Liberalen waren die politischen Unruhen jedoch längst nicht beseitigt. Goya zog sich 1819 auf sein Landhaus „Quinta del Sordo“ („Landhaus des Tauben“) zurück, dessen Wände er bis 1823 bemalte. Die sogenannten Pinturas negras (Schwarze Gemälde) sind ein eindrucksvolles Zeugnis seines Spätwerks, in denen sich düstere Phantasien des Malers mit den bedrückenden Zeitumständen vermischt zu haben scheinen. Sie wurden inzwischen abgenommen, auf Leinwand übertragen und dem Prado übergeben. Beispiele für diese Wandgemälde sind Phantastische Vision und Hund.
Schließlich wurde die Situation für Goya, der in liberalen Kreisen verkehrte, nicht mehr tragbar. Um politischen Verfolgungen zu entgehen, reiste er nach Frankreich, wo er von 1824 an in Bordeaux lebte. Dort arbeitete er an seinen letzten Radierungen, die Stierkampfszenen zeigen. Als Goyas letztes Gemälde gilt das um 1827 entstandene Milchmädchen von Bordeaux (La lechera de Burdeos), von dem Kritiker mutmaßen, es könnte von Maria del Rosario Weiss (1814–1845) gemalt worden sein.
1824 kam Maria mit ihrer Mutter Leocadia Zorilla nach Frankreich; Letztere sollte den Haushalt von Goya führen. Goya unterrichtete Maria im Malen und Zeichnen, sie wurde später selbst als Malerin in Frankreich und Spanien tätig. Dies führte zu Spekulationen, dass sie möglicherweise eine uneheliche Tochter von Goya gewesen sein könnte, aber mehrere Goya-Biografen sind anhand der Lebensdaten der Meinung, dass dies unwahrscheinlich ist. Goya starb am 16. April 1828 in Bordeaux. 1901 wurde sein Leichnam nach Spanien überführt und 1919 in der Ermita de San Antonio de la Florida in Madrid beigesetzt.

## Werke

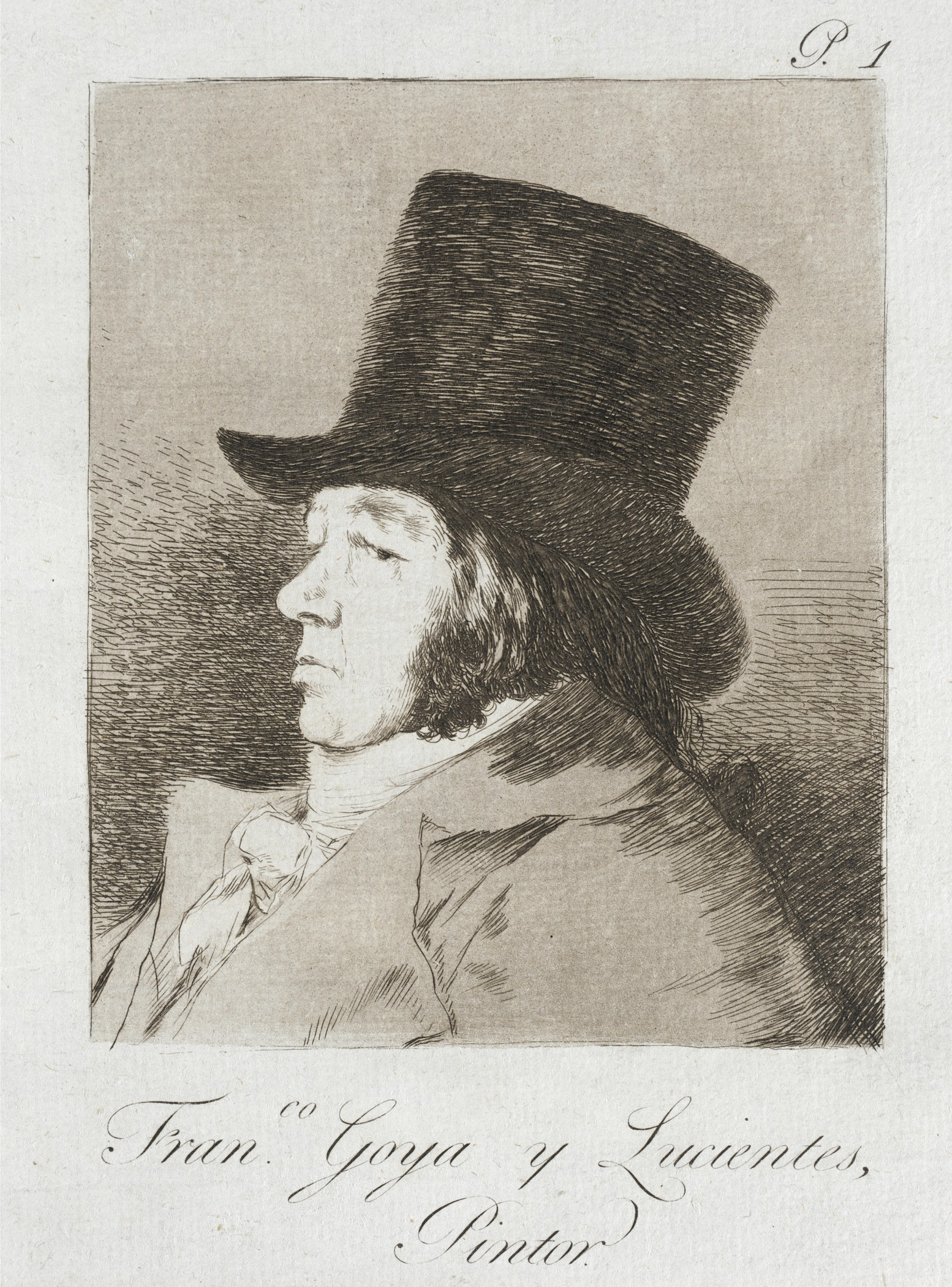
Selbstporträt Goyas aus seinen Los Caprichos

Das Begräbnis der Sardine

### Druckgrafische Serien
- 1793–1799: Los Caprichos (Einfälle)
- 1810–1814: Desastres de la Guerra (Schrecken des Krieges)
- 1815–1816: La Tauromaquia (Stierkampfszenen)
- 1815–1824: Los Disparates (Torheiten), auch als Los Proverbios (Sprüche)[11] bekannt

### Bedeutende Gemälde (Auswahl)
- 1777: Der Sonnenschirm
- 1783: Bildnis der María Teresa de Borbón y Vallabriga, National Gallery of Art, Washington
- 1784: Familie des Infanten Don Luis, Fondazione Magnani-Rocca, Parma
- um 1786: Bildnis der Marquesa de Pontejos, National Gallery of Art, Washington
- 1786–1787: Riña de gatos, Museo del Prado, Madrid
- 1787–1788: Manuel Osorio Manrique de Zúñiga, Metropolitan Museum of Art, New York
- 1792: Die Strohpuppe, Museo del Prado, Madrid
- 1794: Der Schiffbruch, Sammlung Marqués de la Romana, Madrid
- 1797–1798: Flug der Hexen (Vuelo de brujas), Museo del Prado, Madrid
- 1797–1800: Die nackte Maja (La maja desnuda), Museo del Prado, Madrid
- 1798: Porträt des Asensio Julià, Museo Thyssen-Bornemisza, Madrid
- 1800: Bandit ermordet eine Frau (Bandido asesinando a una mujer), Sammlung Marqués de la Romana, Madrid
- 1800: Bildnis der María Teresa de Borbón y Vallabriga, Museo del Prado, Madrid
- 1800–1801: Die Familie Karls IV. (La familia de Carlos IV), Museo del Prado, Madrid
- 1801: Bildnis der María Luisa de Borbón y Vallabriga, Uffizien, Florenz
- 1802: Don José Queraltó als spanischer Armee-Arzt, Neue Pinakothek, München
- 1802–1805: Die bekleidete Maja (La maja vestida), Museo del Prado, Madrid
- 1804–1805: Porträt der Doña Isabel de Porcel, National Gallery, London
- 1808–1812: Der Maibaum, Alte Nationalgalerie, Berlin (Zuschreibung nicht gesichert)
- 1808–1812: Die gerupfte Pute, Neue Pinakothek, München
- 1808–1812: Die Wasserträgerin, Szépművészeti Múzeum, Budapest
- 1811: Zwei Majas auf einem Balkon, Metropolitan Museum of Art, New York
- 1812: Der Duke of Wellington, National Gallery, London
- 1812: Das Irrenhaus, Academia de San Fernando, Madrid
- 1812–1819: Das Begräbnis der Sardine (El entierro de la sardina)
- 1815: Die Junta der Philippinen, Musée Goya, Castres, sowie Gemäldegalerie Berlin (Zuschreibung nicht gesichert)
- 1814: Die Erschießung der Aufständischen (El tres de mayo), Museo del Prado, Madrid
- 1819: Die letzte Kommunion des Hl. Josef von Calasanza, San Antonio Abad
- 1820: Selbstbildnis mit Dr. Arrieta, Minneapolis Institute of Arts
- 1820–1823: Pinturas negras, Museo del Prado, Madrid: Saturn, einen seiner Söhne verschlingend; Hund, El Tío Paquete
- um 1827: Milchmädchen von Bordeaux, Museo del Prado, Madrid

Das Werk Der Koloss (El Coloso) von 1808–1810, ausgestellt im Museo del Prado, Madrid, wurde lange als eines seiner Werke angesehen. Die Urheberschaft war schon lange umstritten; die neuen Erkenntnisse durch das Prado-Museum lassen den Schluss zu, dass Der Koloss ein Werk des Goya-Schülers Asensio Juliá sein müsste.

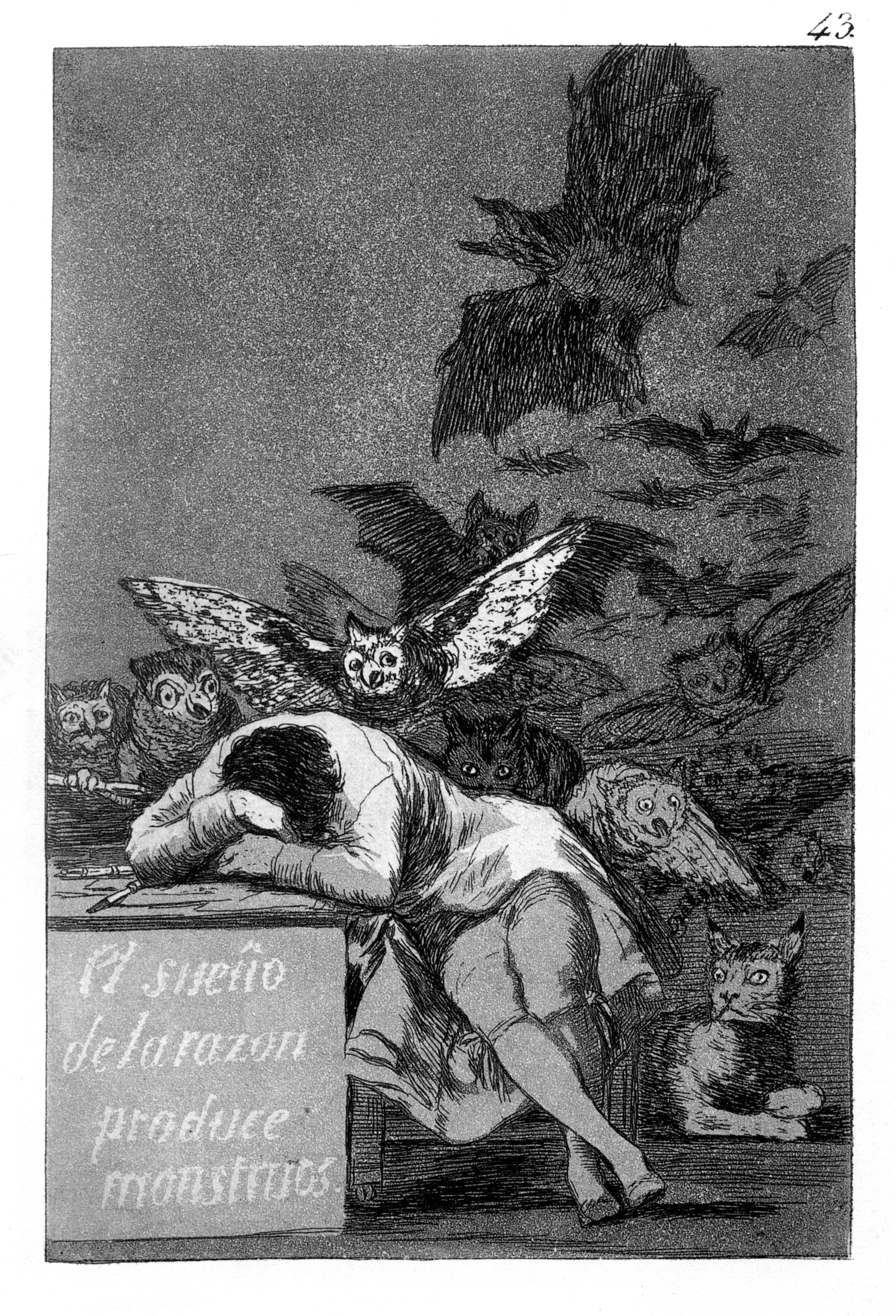
Aus den Caprichos: Der Schlaf der Vernunft gebiert Ungeheuer, oder: Der Traum der Vernunft gebiert Ungeheuer
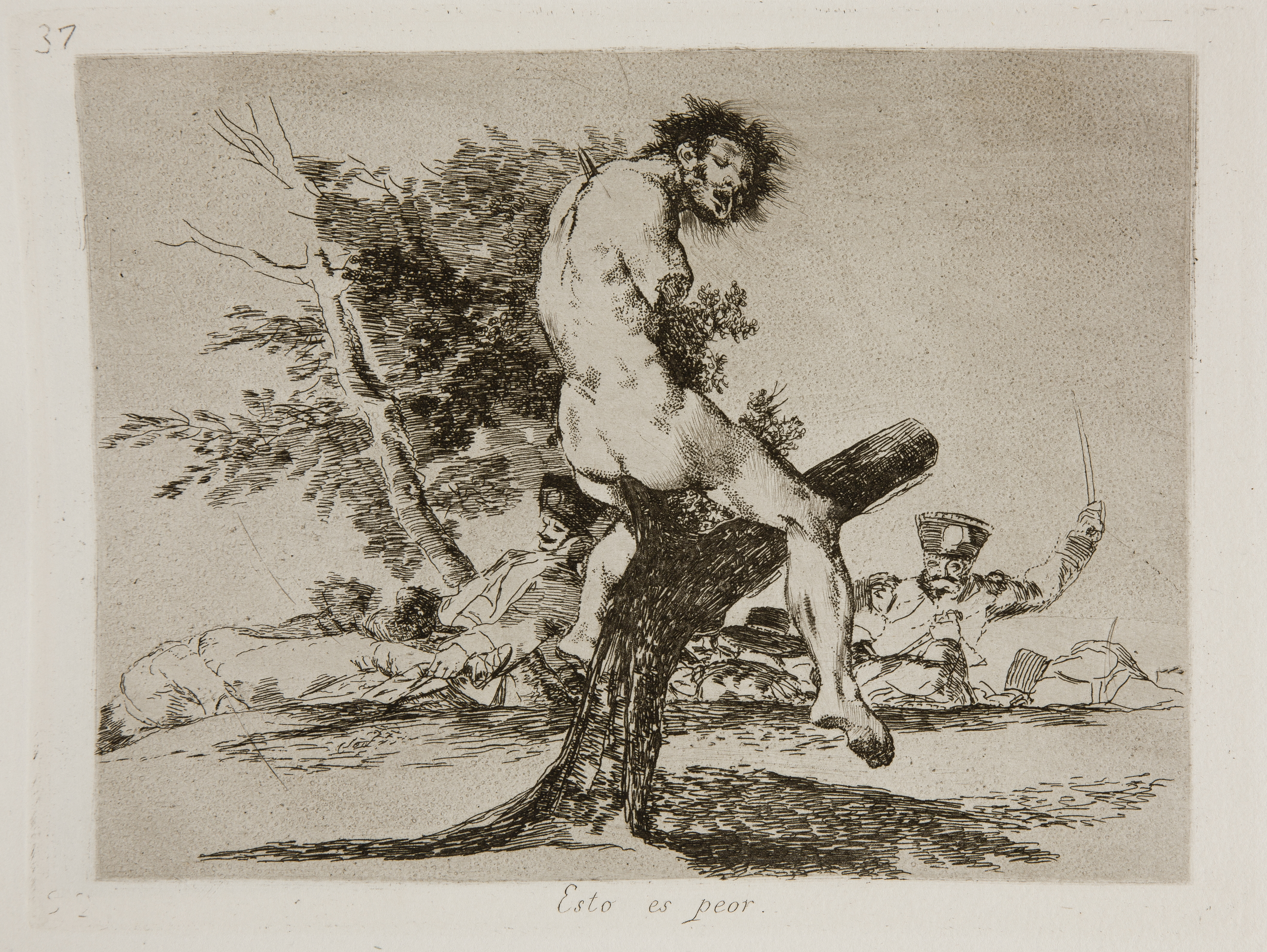
Aus den Desastres de la Guerra: Das ist schlimmer
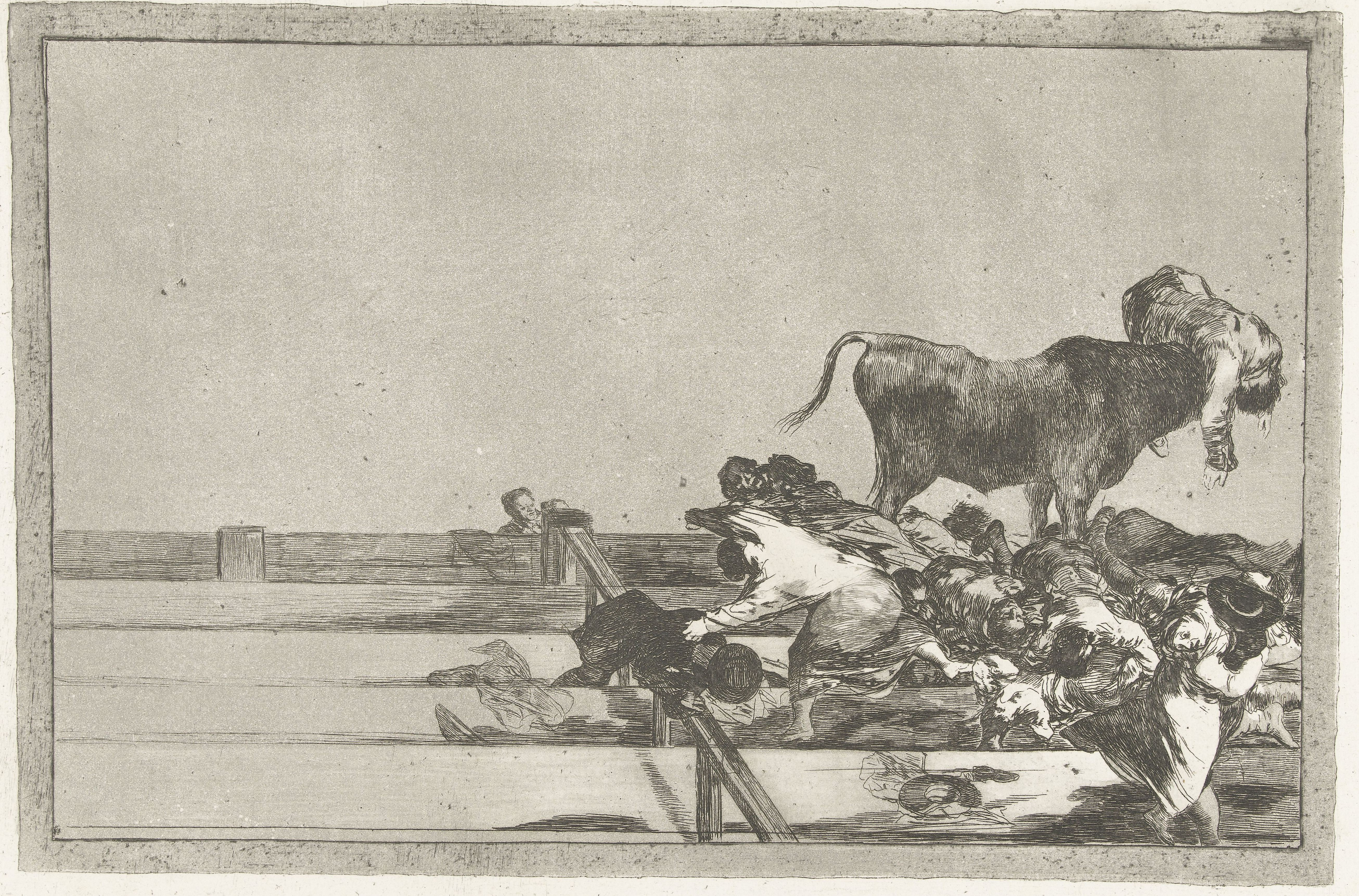
Aus der Tauromaquia: Unglückliches Ereignis auf den vorderen Rängen der Arena von Madrid
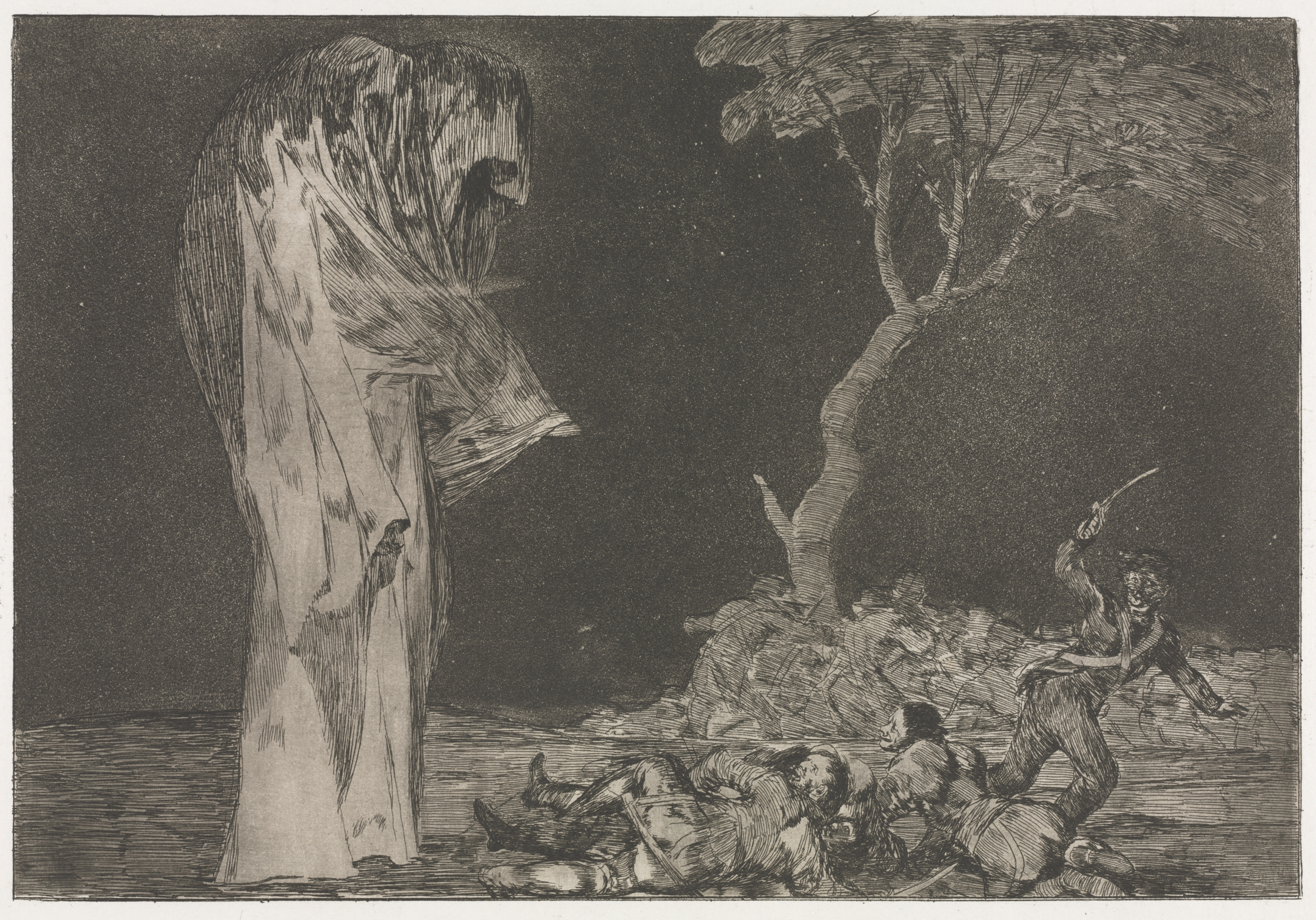
Aus den Disparates: Torheit der Furcht

## Rezeption

### Kunst
Viele nachfolgende Künstler, besonders Maler, haben Werke von Goya nachempfunden, bildnerisch interpretiert oder sich in Form einer Hommage mit dem „Meister“ auseinandergesetzt. Für die Entwicklung des Realismus in der Kunst, zweite Hälfte des 19. Jahrhunderts, war Goyas Werk ebenfalls prägend.
Die britischen Künstlerbrüder Jake und Dinos Chapman beziehen sich in vielen Werken auf Goya.
Es ist mit besonderer Berücksichtigung der Themen Konfrontation und Intervention auf die Ausstellung Max Bill meets Goya aus dem Jahre 1997 im Wilhelm-Hack-Museum in Ludwigshafen in Zusammenarbeit mit dem Museum für Moderne Kunst München hinzuweisen. Gezeigt wurde von Max Bill aus dem Sammlungsbestand des Wilhelm-Hack-Museums das Werk Konstruktion aus sechs Rechtecken aus dem Jahre 1956 und ein großer Teil der Los Caprichos. Auf der Vorderseite der Einladungskarte war die Nr. 1 mit Goyas berühmten Selbstbildnis zu sehen, auf der Rückseite das Werk von Max Bill. Die Kuratoren der Ausstellung waren Richard W. Gassen und Hans-Peter Porzner.

### Denkmäler
- Francisco-de-Goya-Denkmal in Madrid
- Francisco-de-Goya-Denkmal in Saragossa

### Musik
- Enrique Granados:
  - Goyescas. Klavierzyklus, der durch die Bilder Goyas inspiriert wurde; 1911
  - Goyescas. Oper, teilweise Bearbeitung des gleichnamigen Klavierzyklus, Libretto: Fernando Periquet; 1915
- Mario Castelnuovo-Tedesco: 24 Caprichos de Goya op. 195 für Gitarre solo, 1961
- Hans Werner Henze: Los Caprichos – Fantasia per Orchestra, 1963
- Gian Carlo Menotti: Goya. Oper. Uraufgeführt 1986
- Michael Denhoff: Desastres de la guerra. Orchesterbilder nach Goya, 1983 / Los disparates. Skizzen nach Goya für Trio basso, 1988
- Maury Yeston: Goya: A Life in Song. Musical. Uraufgeführt 1988.
- Ruth Zechlin: Wider den Schlaf der Vernunft – Aphorismus für Orgel, 1989 / nach der Radierung von Goya  „Der Schlaf der Vernunft gebiert Ungeheuer“. Uraufgeführt durch die Komponistin Oktober 1989 in Ost Berlin
- Michael Nyman: Facing Goya. Oper, 2000
- Helmut Oehring: Goya II-Yo Lo Vi, Memoratorium für Soli, Chor, Elektronik und Orchester, uraufgeführt Oktober 2008, Philharmonie Berlin
- Arne Jansen: The Sleep of Reason. Ode to Goya, durch die Bilder Goyas inspirierter Jazz, CD 2013

### Film
(geordnet nach Entstehungsjahr)
- Goya. Dokumentarfilm. 18 min. 1948.
- Goya. Zweiteiliger Fernsehfilm des WDR, 115' + 95', Buch und Regie: Wilhelm Semmelroth. 1969.
- Goya. Verfilmung von Lion Feuchtwangers Roman. DDR/UdSSR, Regie: Konrad Wolf. 1971.
- Goya, historia de una soledad. Regie: Nino Quevedo. 1971.
- Desastres de la Guerra. Sechsteilige Fernsehserie. Spanien. Regie: Mario Camus García. 1983.
- Goya. Regie: Carlos Saura. 1999.
- Volavérunt. Regie: Bigas Luna. 1999.
- Goyas Geister. Regie: Miloš Forman. 2006.
- Goya, the Secret of the Shadows, ein Dokumentarfilm von David Mauas, Spanien, 2011, 77'[15]
- Francisco de Goya. Der Schlaf der Vernunft. Dokumentarfilm, Regie: José Luis López-Linares, Produktion: LIGNE DE FRONT/MONDEX ET CIE, ARTE F, Frankreich, 52 Minuten, 2017

Der spanische Filmpreis Goya ist nach Francisco de Goya benannt.

### Astronomie
- 1976 wurde ein Merkurkrater nach ihm benannt.[16]
- 1996 wurde der Asteroid (6592) Goya nach ihm benannt.[17]

### Sonstige Benennungen
- Goya (Schiff, 1940)